# Alphonse Buhot de Kersers
Pour les articles homonymes, voir Buhot.
Alphonse Louis Marie Buhot de Kersers, né le 7 mai 1835 à Bourges et mort le 11 décembre 1897 à La Chaumelle, près de Les Aix-d'Angillon, est un historien, archéologue et numismate français.
Il est l'auteur d'une Histoire et statistique monumentale du département du Cher, en huit volumes, parue entre 1875 et 1898 ; c'est une œuvre historique et patrimoniale importante sur Bourges et le Cher qui continue à faire autorité.

## Biographie

### Famille
Son père, François-Marie Esther Buhot (né en 1801 à Guingamp), ancien élève de l'École polytechnique (promotion 1821) est ingénieur des Ponts et Chaussées; sa mère, Marguerite Sallé, est issue d'une famille de magistrat. Son grand-père, Louis Marie, est peut-être parent de François Marie Buhot de Kersers, « ancien prêtre défroqué de Guerlesquin », dit Buhot-Kersers, né à Plougras en 1764, et qui fut nommé curé constitutionnel de Guerlesquin en novembre 1792. En tout cas, au nom de Buhot sera ajouté en 1865 par un arrêt de la Cour impériale de Rennes, celui de « de Kersers ».
Son fils Louis est aussi membre de la Société des antiquaires du Centre.

### Carrière
Alphonse Buhot de Kersers a eu une intense activité d'historien, de numismate, d'archéologue. C'est au mois de mars 1868, quand la Société Française d'archéologue tenait à Bourges des séances générales, que son directeur, M. de Caumont, invita les archéologues du pays à publier la Statistique monumentale des départements de l'Indre et du Cher, en adoptant une démarche, basée sur les circonscriptions administratives, comme il l'avait fait lui-même récemment pour le Calvados. Alphonse Buhot de Kersers consacra alors l'essentiel de son activité à remplir cette tâche pour le Cher.
De 1881 à sa mort, il est le président de la Société des antiquaires du Centre dont il est un des fondateurs. Cette société, créée en 1866, et la Société historique, littéraire et scientifique du Cher, créée la même année, ont fusionné en 1964 dans la Société d'archéologie et d'histoire du Berry.
Il est membre correspondant du Comité des travaux historiques et scientifiques. Créé en 1834 et chargé tout d'abord par François Guizot des recherches et de la publication des sources historiques, le comité s'est ensuite étendu à toutes les disciplines des sciences humaines et des sciences de la nature et de la vie. En lien constant avec les sociétés savantes, il a la mission d'en établir l'annuaire. Il édite le Bulletin des sociétés savantes.

## Publications

### Histoire et statistique monumentale du département du Cher
La monumentale Histoire et statistique est parue entre 1875 et 1898. L'organisation générale était fixée dès le début. Les lieux et monuments sont décrits par cantons ; dans chaque canton, les communes sont mentionnées en ordre alphabétique. Dès le début aussi, l'ordre de publication des cantons chois était l'ordre alphabétique. La publication se faisait par fascicules, en général un fascicule par canton. Le premier fascicule, « Canton d'Aix-Angillon », paraît en 1875, le dernier « Vierzon », en 1895. Les 31 fascicules sont réunis en sept tomes, plus un huitième tome de conclusion, paru à titre posthume. Les tomes sont les suivants :
- Tome Ier.— Cantons des Aix-d'Angillon, d'Argent, Aubigny et Baugy; A. Morel & Cie, Paris, 1875. II+298 pages, 4 cartes et 75 planches.
- Tome II.— Canton de Bourges; Pigelet & Tardy, Bourges, 1883. 375 pages, 1 carte et 49 planches.
- Tome III.— Cantons de la Chapelle-d'Angillon, Charenton, Chârost, Châteaumeillant et Châteauneuf; Pigelet & Tardy, Bourges, 1885. 345 pages, 5 cartes et 79 planches.
- Tome IV.—  Cantons du Châtelet, de Dun-le-Roi, Graçay, La Guerche et Henrichemont; Pigelet & Tardy, Bourges, 1889. 339 pages, 5 cartes et 69 planches.
- Tome V.—  Cantons de Léré, Levet, Linières, Lury et Mehun; Pigelet & Tardy, Bourges, 1891. 323 pages, 5 cartes et 74 planches.
- Tome VI.—  Cantons de Nérondes, Saint-Amand-Montrond, Saint-Martin-d'Auxigny et Sancergues, Pigelet & Tardy, Bourges, 1889. 346 pages, 4 cartes et 65 planches.
- Tome VII.—  Cantons de Sancerre, Sancoins, Saulzais-le-Potier, Vailly et Vierzon; Pigelet & Tardy, Bourges, 1893. 369 pages, 5 cartes et 72 planches.
- Tome VIII.— Conclusions. Histoire de l'architecture dans le département du Cher. Additions et rectifications. Table générale des matières; Pigelet & Tardy, Bourges, 1899, 208 pages.

Ce livre a été réédité, en facsimilé, par l'Office d'édition du livre d'histoire.
Les huit volumes sont en ligne aux Archives départementales du Cher.

### Autres publications (sélection)
- Les enceintes en terre dans le département du Cher. Mémoires de la Société des Antiquaires du Centre, 1867, 1er volume, Bourges, 1868, p. 13-57, et pl. I à VIII.
- Bulletin numismatique. Mémoires de la Société des Antiquaires du Centre, 1867, 1er volume, Bourges, 1868, p. 325-335.
- Observations sur l'église collégiale des Aix (Cher). Congrès archéologique de France, XXXVe session, 1868, p. 35-41.
- Note sur les aqueducs romains de Bourges. Congrès archéologique de France, XXXVe session, 1868, p. 56-59.
- Essai sur l'architecture religieuse en Berry. Mémoires de la Société des Antiquaires du Centre, 1869, IIIe volume, Bourges, 1870, p. 91-157, et pl. I à XIII.
- Épigraphie romaine dans le département du Cher. Mémoires de la Société des Antiquaires du Centre, 1870-71-72, IVe volume, Bourges, 1873, p. 103-192, fig. 1 à 10, pl. I à V.
- Recueil des inscriptions gallo-romaines de la 7e division archéologique: Cher, Indre, Indre-et-Loire, Loir-et-Cher, Nièvre. Congrès archéologique de France, XLe session, 1873, p. 183-264.
- Mémoire sur l'architecture féodale au XIIe et au XIIIe siècle dans le département du Cher. Revue archéologigue, nouvelle série, 17e année, XXXIe volume, Paris, 1876, p. 389-396.
- Note sur trois épées de bronze et un mors de bride gaulois trouvés en Berry. Mémoires de la Société des Antiquaires du Centre, VIIIe volume, Bourges, 1879, p. 1-9, et pl. I et II.
- Bulletin numismatique, no 13, Mémoires de la Société des Antiquaires du Centre, XIVe volume, Bourges, 1887, p. 327-341, et pl.
- Saint-Aoustrille-en-Graçay (Cher). Bulletin monumental, 6e série., t. III, LIIe volume, p. 327-341, et pl. I à IV.
- Note sur une barque monoxyle découverte dans le Cher. Bulletin archéologique du Comité des travaux historiques et scientifiques, année 1893, p. 264-266.
- La numismatique moderne. Revue numismatique, 4e série, t. II Paris, 1898, p. 116-121.

## Honneurs
- Le livre Histoire et statistique monumentale a obtenu une première médaille d'or par l'Académie des Inscriptions, au concours des antiquités nationales de 1885, et une deuxième médaille en 1896
- Il existe une rue Alphonse Buhot de Kersers à Bourges.